# Yah Mo B There
Yah Mo B There is een nummer van de Amerikaanse zangers-muzikanten James Ingram en Michael McDonald. Het is de tweede single van hun It's Your Night, het debuutalbum van James Ingram uit 1983. Op 9 december dat jaar werd het nummer eerst in het Verenigd Koninkrijk en Ierland op single uitgebracht. In februari 1984 volgden het Europese vasteland, de VS en Canada.

## Achtergrond
Oorspronkelijk zou het nummer "Yahweh Be There" heten, maar later werd gekozen voor de titel "Yah Mo B There". De plaat werd een bescheiden hit in de Verenigde Staten, op de Britse eilanden en in het Nederlandse taalgebied. 
In de VS bereikte de plaat de 19e positie in de Billboard Hot 100. In Ierland werd de 12e positie behaald en in het Verenigd Koninkrijk de 44e positie in de UK Singles Chart.
In Nederland werd de plaat in het voorjaar van 1984 regelmatig gedraaid op Hilversum 3 en werd een radiohit in de destijds drie landelijke hitlijsten op de nationale publieke popzender. De plaat bereikte de 17e positie in de Nederlandse Top 40, de 20e in de Nationale Hitparade en piekte op een 16e positie in de TROS Top 50. In de Europese hitlijst op Hilversum 3, de TROS Europarade, werd géén notering behaald.
In België bereikte de plaat de 16e positie in zowel de voorloper van de Vlaamse Ultratop 50 als de Vlaamse Radio 2 Top 30. In Wallonië werd géén notering behaald.